# Parzeń-Janówek
Parzeń-Janówek – wieś w Polsce położona w województwie mazowieckim, w powiecie płockim, w gminie Brudzeń Duży. Leży nad Skrwą.
Wieś wchodzi w skład sołectwa Parzeń.
W latach 1975–1998 miejscowość administracyjnie należała do województwa płockiego.